# Dougie Baldwin
Pour les articles homonymes, voir Baldwin.
 (février 2020).
Si vous disposez d'ouvrages ou d'articles de référence ou si vous connaissez des sites web de qualité traitant du thème abordé ici, merci de compléter l'article en donnant les références utiles à sa vérifiabilité et en les liant à la section « Notes et références ».
Dougie Baldwin (né en 1996) est un acteur australien de Frankston, Victoria. Il était étudiant à la Helen O'Grady Drama Academy. Fan de Stephen Colbert, Dougie a joué dans de nombreuses productions de théâtre communautaire, y compris une version d'Equus en 2008 qui a été nommée pour un prix de théâtre pour la meilleure performance transhumaine progressive ,,.

## Filmographie
- 2024 : Georgie and Mandy's First Marriage (série TV) : Connor McAllister